# Ойкас-Кибеки
Ойка́с-Кибе́ки (чув. Уйкас Кипек) — деревня в Вурнарском районе Чувашской Республики. Административный центр Ойкас-Кибекского сельского поселения.

## География
Находится в центральной части Чувашии, на расстоянии приблизительно 18 км на северо-восток по прямой от районного центра поселка Вурнары.

## История
Известна с 1858 года как околоток села Малые Яуши с 363 жителями. В 1906 году было учтено 114 дворов, 592 жителя, в 1926—168 дворов, 760 жителей, в 1939—747 жителей, в 1979—620. В 2002 году было 160 дворов, в 2010—134 домохозяйства. В 1930 образован колхоз «Красный пахарь», в 2010 действовали СХПК «Луч», ООО "Агрофирма «Колос».

## Население
Постоянное население составляло 485 человек (чуваши 100 %) в 2002 году, 380 в 2010.